# Сан-Криштован-ду-Дору
Сан-Криштован-ду-Дору (порт. São Cristóvão do Douro)  —  район (фрегезия) в Португалии,  входит в округ Вила-Реал. Является составной частью муниципалитета  Саброза. По старому административному делению входил в провинцию Траз-уж-Монтиш и Алту-Дору. Входит в экономико-статистический  субрегион Доуру, который входит в Северный регион. Население составляет 196 человек на 2001 год. Занимает площадь 2,97 км².
Покровителем района считается Святой Кристован (порт. S. Cristóvão).